# Fredrik Midtsjø
Fredrik Midtsjø, född 11 augusti 1993 i Stjørdal, är en norsk fotbollsspelare som spelar för Eyüpspor. Han representerar även Norges fotbollslandslag.

## Landslagskarriär
Midtsjø debuterade för Norges landslag den 24 mars 2016 i en 0–0-match mot Estland, där han blev inbytt i den 86:e minuten mot Per Ciljan Skjelbred.